# Weißenportz
Weißenportz ist ein Ortsteil der Gemeinde Much im nordrhein-westfälischen Rhein-Sieg-Kreis.

## Lage
Nordöstlich von Weißenportz liegt Eigen, südwestlich Nackhausen. Der Ort liegt an der Landesstraße 318.

## Geschichte
Ursprünglich bestand der Ort aus den drei Bauernhöfen Saamen, Merten j. Fielenbach und Hoffmann.
1901 hatte das Gehöft 21 Einwohner. Wohnhaft waren hier die Familien Stellmacher Joh. Hoffmann, Ackerin Witwe Peter Hoffmann, Ackerer Joh. Josef Merten, Ackerer Baptist Röger und Ackerer Peter Josef Saamen.
Im Zweiten Weltkrieg wurde der Hof Hoffmann 1943 durch Fliegerbomben total zerstört, es waren sechs Todesopfer zu beklagen, darunter ein französischer Kriegsgefangener. Ende des Zweiten Weltkrieges wurde durch die Flakbatterie in Broich ein feindlicher Jagdbomber abgeschossen, der zwischen Weißenportz und Eigen abstürzte.
1960 bestand der Ort aus sieben Häusern mit 28 Einwohnern.